# Шевченко (Литинский район)
Шевче́нко (укр. Шевченка, прежнее название — Зиновинцы) — село в Литинском районе Винницкой области Украины.
Код КОАТУУ — 0522487401. Население по переписи 2001 года составляет 407 человек. Почтовый индекс — 22312. Телефонный код — 4347.
Занимает площадь 0,137 км².
В селе действуют храм Покрова Пресвятой Богородицы и храм Усекновения Главы Иоанна Предтечи Литинского благочиния Винницкой епархии Украинской православной церкви.

## История
В конце XIX века (1890—1895), на могилах предков архиепископа Волынского и Житомирского Модеста Стрельбицкого был возведен Свято-Троицкий храм — уменьшенная копия кафедрального Спасо-Преображенского собора г. Житомир. Советские власти разрушили храм в 1935 году. Чудотворную икону и Зиновинцкой Божьей Матери и её список спасли жители села.

## Известные люди

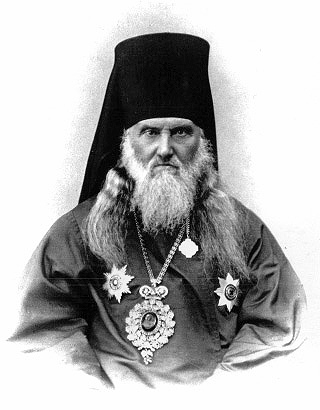
Архиепископ Модест (Стрельбицкий)

- Модест (Стрельбицкий) (в мире Даниил Константинович Стрельбицкий (17 (29) декабря 1823 — 13 апреля 1902) — духовный писатель, магистр Киевской духовной академии, архиепископ Волынский и Житомирский, Почаево-Успенской лавры Священно-Архимандрит.

## Адрес местного совета
22312, Винницкая область, Литинский р-н, с. Шевченко, ул. Школьная, 1, тел. 3-43-32.